# رمی گارد
رمی گارد (انگلیسی: Rémi Garde؛ زادهٔ ۳ آوریل ۱۹۶۶) یک بازیکن فوتبال اهل فرانسه است. او اکنون سرمربی تیم مونترال ایمپکت در لیگ فوتبال آمریکاست.
از باشگاه‌هایی که در آن بازی کرده‌است می‌توان به استراسبورگ، لیون، آرسنال، و استون ویلا اشاره کرد. او بیشتر در پست‌های هافبک تدافعی و دفاع بازی می‌کرد.
وی همچنین در تیم ملی فرانسه بازی کرده است. وی چند روز پس از اخراج تیم شروود در ۲ نوامبر ۲۰۱۵ به عنوان سرمربی
باشگاه فوتبال استون ویلا برگزیده شد.